# Cyrtopodion fasciolatum
Cyrtopodion fasciolatum este o specie de șopârle din genul Cyrtopodion, familia Gekkonidae, descrisă de Blyth 1861. Conform Catalogue of Life specia Cyrtopodion fasciolatum nu are subspecii cunoscute.